# Autobusna linija br. 121 u Zagrebu
Linija 121 (Črnomerec – Karažnik – Gajnice) dnevna je autobusna linija u Zagrebu.
Prometuje na trasi: Črnomerec – Ilica – (Smjer A: Vrapčanska aleja; Smjer B: Ulica Franje Žagara → Vrapčanska ulica) – Bolnička cesta – Karažnik – Gajnice (ul. Gajnice → Ulica Kerestinečkih žrtava → Čileanska ulica). U Gajnicama čeka polazak na stajalištu Park 101. brigade. 
Povezuje Gajnice i Vrapče s Črnomercem gdje se ostvaruje presjedanje na tramvaj.

## Vanjske poveznice
- Vozni red linije 121